# RTS2
RTS2 – drugi kanał serbskiej telewizji publicznej (Radio-Televizija Srbije). Został uruchomiony w 1971 roku jako pierwsza w kraju stacja nadająca w kolorze.